# زاگورودنی
زاگورودنی (انگلیسی: Zagorodny) یک شهرک در شهرستان استرلیتاماکسکی استان باشقیرستان کشور روسیه است.